# Occia jereza
Occia jereza är en stekelart som beskrevs av Ugalde och Ian D. Gauld 2002. Occia jereza ingår i släktet Occia och familjen brokparasitsteklar. Inga underarter finns listade i Catalogue of Life.